# Mistrzostwa Azji w Judo 2001
Mistrzostwa Azji w judo rozegrano w Ułan Bator w Mongolii w dniach 14 – 15 kwietnia 2001 roku. 

## Tabela medalowa
Gospodarz zawodów został zaznaczony kolorem.
| Poz.  | Państwo          |    |    |    | Łącznie |
| ----- | ---------------- | -- | -- | -- | ------- |
| 1.    | Japonia          | 9  | 2  | 4  | 15      |
| 2.    | Korea Południowa | 3  | 9  | 3  | 15      |
| 3.    | Iran             | 2  | 0  | 3  | 5       |
| 4.    | Mongolia         | 1  | 1  | 8  | 10      |
| 5.    | Korea Północna   | 1  | 1  | 2  | 4       |
| 6.    | Kazachstan       | 0  | 2  | 4  | 6       |
| 7.    | Tadżykistan      | 0  | 1  | 0  | 1       |
| 8.    | Chińskie Tajpej  | 0  | 0  | 4  | 4       |
| 9.    | Turkmenistan     | 0  | 0  | 2  | 2       |
| 10.   | Tajlandia        | 0  | 0  | 1  | 1       |
| Razem | Razem            | 16 | 16 | 31 | 63      |

## Mężczyźni
| Waga    | Złoto:                 | Srebro:                  | Brąz:                | Brąz:                   |
| 60 kg   | Masud Hadżi Achundzade | Choi Min-ho              | Tatsuaki Egusa       | Dordżpalamyn Narmandach |
| 66 kg   | Arasz Miresma’ili      | Michihiro Omigawa        | Ryu Jung-suk         | Won Yong-choi           |
| 73 kg   | Masashi Nitta          | Kim Jae-hoon             | Rauvan Inatilaev     | Chaliuny Boldbaatar     |
| 81 kg   | Chu Sung-hoon          | Damdinsürengijn Njamchüü | Mehdi Zakeri         | Takashi Ono             |
| 90 kg   | Park Sung-keun         | Alisher Boqiev           | Tadayoshi Takeshita  | Cend-Ajuuszijn Oczirbat |
| 100 kg  | Tomokazu Inoue         | Lee Joon-hoon            | Abbas Fallah         | Dastan Primkulov        |
| +100 kg | Takumi Saruwatari      | Choi Sung-won            | Jełdos Ichsangalijew | Ochir Odgerel           |
| open    | Kota Ueguchi           | Erkin Tuyakov            | Abbas Fallah         | Ochir Odgerel           |

## Kobiety
| Waga   | Złoto:                  | Srebro:          | Brąz:                | Brąz:                    |
| 48 kg  | Ri Kyong-ok             | Kang Sin-hye     | Yu Ying-ying         | Gereltuya Erdenechimeg   |
| 52 kg  | Yuki Yokosawa           | Jang Jae-sim     | Roongtawan Jindasing | Szołpan Kalijewa         |
| 57 kg  | Chiszigbatyn Erdenet-Od | Ri Myong-hwa     | Min Kyung-soon       | Mayumi Yamada            |
| 63 kg  | Ayumi Tanimoto          | Nurgul Tagayeva  | Lim Jung-sook        | Ji Kyong-sun             |
| 70 kg  | Haruko Kazato           | Je Min-jung      | Wang Hsiang-wen      | Olesýa Nazarenko         |
| 78 kg  | Jo Su-hee               | Mizuho Matsuzaki | Nasiba Surkiýewa     | Sambuugijn Daszdulam     |
| +78 kg | Midori Shintani         | Choi Sook-ie     | Juan Hsin-yi         | -----                    |
| open   | Midori Shintani         | Choi Sook-ie     | Juan Hsin-yi         | Erdene-Ocziryn Dolgormaa |